# Великий Немдеж
Великий Немде́ж (рос. Большой Немдеж, марій. Кугу Немдыж) — присілок у складі Оршанського району Марій Ел, Росія. Входить до складу Шулкинського сільського поселення.

## Населення
Населення — 13 осіб (2010; 27 у 2002).
Національний склад (станом на 2002 рік):
- марі — 100 %